# El Planeta

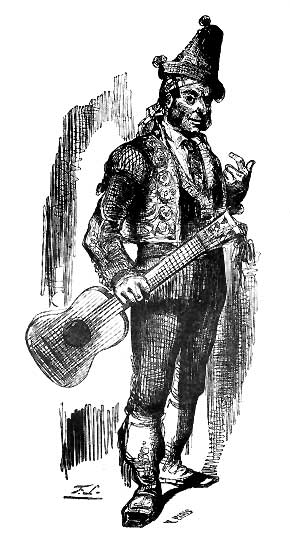
El Planeta als „Zigeunerbaron“. Im 19. Jahrhundert geschaffene Radierung von Francisco Lameyer

El Planeta (* vermutlich 1789 in Cádiz; † vermutlich 1856 in Málaga), bürgerlicher Name vermutlich Antonio Monge Rivero, war ein spanischer Flamenco-Sänger. Er wird als Protagonist einer Epoche im Flamenco angesehen, als primer patriarca del flamenco.

## Leben
Álvarez Caballero schrieb 2004, dass kaum etwas über die Lebensdaten von El Planeta bekannt sei. Als mögliche Geburtsorte nannte er Cádiz oder Triana. Auch seinen bürgerlichen Namen wisse man nicht.
Manuel Bohórquez stellte später genealogische Untersuchungen an, die er 2011 publizierte. Er ging von der bekannten Hypothese aus, dass El Planeta der Ur-Urgroßvater von Manolo Caracol sei. Diese Untersuchungen, in Verbindung mit einer Quelle aus dem späten 18. Jahrhundert, führten ihn zu der Überzeugung, dass es sich bei El Planeta um Antonio Monge Rivero handele, geboren 1789 in Cádiz. Sehr jung habe er die ebenfalls sehr junge María Bara Gallardo geheiratet. Es seien mindestens sieben Kinder aus der Ehe hervorgegangen, diese sieben seien zwischen 1810 und 1834 geboren.
Vermutlich tauchte er um 1820 herum in Triana auf. Eine Reihe von Quellen zum Musikleben Trianas deutet darauf hin, dass er dort auf der Höhe seines künstlerischen Schaffens war. Serafín Estébanez Calderón beschrieb ihn 1847 in seinen Escenas Andaluzas als einen selbstbewussten, stilvollen Mann. Eingehend schilderte Estébanez Calderón sein anmutiges Gesicht, sein angenehmes Erscheinungsbild und seine aufwändige, geschmackvolle Kleidung. Respektvoll titulierte er ihn als Señor Planeta und Conde y Príncipe de la cofradía. bzw. als „Herzog der Zigeuner Andalusiens und König der Polo-Lieder“. Estébanez Calderóns Text ist die einzige Quelle, die angibt, dass El Planeta seinen Gesang selbst auf der Gitarre begleitet hat.
Bohórquez hält es für möglich, dass El Planeta niemals in Triana wohnte, sondern jeweils von Cádiz und später von Málaga aus anreiste, wenn seines Sangeskunst gefragt war (obgleich die Tageszeitung La Nación den Künstler 1854 als Berühmtheit „aus dem Triana-Viertel“ ankündigte). Um 1836 zog El Planeta nach Málaga zu seinem jüngsten Sohn Tomás; dort wohnte er wahrscheinlich in der Calle San Juan. Er wohnte dort für den Rest seines Lebens und verstarb in einem für die damalige Zeit recht hohen Alter. In der Hauptstadt Madrid trat er erstmals 1853 auf.
El Planeta war der ältere Freund und Mentor von El Fillo, der eine Generation später prägend für die erste Blütezeit des Flamenco wurde.

## Künstlerisches Wirken
El Planeta sang alle zu seiner Zeit und in seiner Region gängigen Liedgattungen. Viele der Lieder, die durch seinen Schüler El Fillo überliefert sind, stammen wahrscheinlich von ihm. Estébanez Calderón nannte ihn Rey de los dos polos. Darüber hinaus war er ein exzellenter Sänger von Cañas, Serranas und Seguiriyas. Die älteste überlieferte Seguiriya, A la luna le pío, stammt von El Planeta.
Laut Navarro Rodríguez war El Planeta in seinen späten Lebensjahren auch Schöpfer der Martinetes; der Name beziehe sich auf den großen Industriekomplex von Málaga namens El Martinete.